# Nombre de Grashof
Pour les articles homonymes, voir Grashof et Grasshoff.
Le nombre de Grashof ({\displaystyle {Gr}}) est un nombre sans dimension utilisé en mécanique des fluides pour caractériser la convection libre dans un fluide. Il correspond au rapport des forces de gravité sur les forces visqueuses. Il permet de caractériser le transfert thermique par convection dû au déplacement naturel d'un fluide, par l'intermédiaire du calcul du nombre de Nusselt. Ce nombre porte le nom de Franz Grashof, ingénieur allemand.
On définit le nombre de Grashof de la manière suivante :
{\displaystyle {Gr}={\frac {g\,\beta \,\Delta T\,{L_{\mathrm {c} }}^{3}\,{\rho }^{2}}{\mu ^{2}}}={\frac {g\,\beta \,\Delta T\,{L_{\mathrm {c} }}^{3}}{\nu ^{2}}}}
où :
- {\displaystyle g} est l'accélération de la pesanteur (m s−2) ;
- {\displaystyle \beta } est le coefficient de dilatation (K−1) ;
- {\displaystyle \Delta T=T_{\mathrm {s} }-T_{\infty }} est la différence de température entre la paroi et le fluide au repos à distance de la paroi (K) ;
- {\displaystyle L_{c}} est longueur caractéristique (m) ;
- {\displaystyle \rho } est la masse volumique du fluide (kg m−3) ;
- {\displaystyle \mu } est la viscosité dynamique du fluide (kg m−1 s−1 ou Pa s) ;
- {\displaystyle \nu } est la viscosité cinématique (m2 s−1), {\displaystyle \nu =\mu /\rho }.

Un nombre de Grashof massique peut être construit sur le même modèle que celui décrit ci-dessus pour le transfert thermique. Une différence de concentration d'un soluté engendre une différence de masse volumique qui sert de force motrice pour un déplacement du solvant. Ce nombre de Grashof massique est défini de la manière suivante[réf. nécessaire] :
{\displaystyle {Gr}_{\mathrm {m} }={\frac {g\,\beta ^{*}\,\Delta C\,{L_{\mathrm {c} }}^{3}\,{\rho }^{2}}{\mu ^{2}}}},
où :
- {\displaystyle g} est l'accélération de la pesanteur  ;
- {\displaystyle \beta ^{*}} est le coefficient de dilatation en fonction de la concentration ;
- {\displaystyle \Delta C} - différence de concentration ;
- {\displaystyle L_{c}} est la longueur caractéristique ;
- {\displaystyle \mu } est la viscosité dynamique.